# Supercopa de España femenina de baloncesto 2022
La Supercopa de España femenina de baloncesto 2022 o SuperCopa LF 2022 fue la 20ª edición desde su fundación. Se disputó en el Polideportivo Mendizorrotza de Vitoria, País Vasco durante los días 8 y 9 de octubre de 2022, resultando vencedor por tercera vez en su historia el Spar Girona.

## Equipos participantes
Los equipos participantes de acuerdo a los criterios de participación establecidos por la FEB fueron: 
| Equipo              | Clasificación                                        | Participación |
| ------------------- | ---------------------------------------------------- | ------------- |
| Kutxabank Araski    | Anfitrión                                            | 1.ª           |
| Perfumerías Avenida | Campeón de la Liga Femenina y de la Copa de la Reina | 17.ª          |
| Valencia Basket     | Subcampeón de la Liga Femenina                       | 2.ª           |
| Spar Girona         | Subcampeón de la Copa de la Reina                    | 8.ª           |

## Árbitros
Los árbitros elegidos para arbitrar los encuentros de esta edición fueron: 
- Ángel de Lucas de Lucas
- Pol Franquesa Vázquez
- María Cortés Paya
- Jacobo Rial Barreiro
- Francisco Javier Bravo Loroño
- Rodrigo Palanca Page
- Sandra Sánchez González

## Cuadro
|  | Semifinales         | Semifinales |                 |             | Final | Final |  |
|  |                     |             |                 |             |       |       |  |
|  |                     |             |                 |             |       |       |  |
|  | Kutxabank Araski    | 68          |                 |             |       |       |  |
|  | Kutxabank Araski    | 68          |                 |             |       |       |  |
|  | Spar Girona         | 76          |                 |             |       |       |  |
|  | Spar Girona         | 76          |                 | Spar Girona | 70    |       |  |
|  |                     |             |                 | Spar Girona | 70    |       |  |
|  |                     |             | Valencia Basket | 65          |       |       |  |
|  | Valencia Basket     | 83          | Valencia Basket | 65          |       |       |  |
|  | Valencia Basket     | 83          |                 |             |       |       |  |
|  | Perfumerías Avenida | 71          |                 |             |       |       |  |
|  | Perfumerías Avenida | 71          |                 |             |       |       |  |
|  |                     |             |                 |             |       |       |  |

### Semifinales
| 8 de octubre de 2022 | Valencia Basket                                         | 83–71                                 | Perfumerías Avenida                                                        | Vitoria |  |
| 18:00                | Parciales: 17–12, 19–31, 27–13, 20–15                   | Parciales: 17–12, 19–31, 27–13, 20–15 | Parciales: 17–12, 19–31, 27–13, 20–15                                      | |  |
|                      | Estadísticas Salvadores 31 Cox 8 Ouviña 5 Salvadores 38 | Reporte Pts Reb Asts Val              | Estadísticas 17 Reisingerova 11 McCall 4 Jefferson 14 McCall, Reisingerova | Pabellón: Polideportivo Mendizorrotza Árbitros: Jacobo Rial Barreiro, Francisco Javier Bravo Loroño, Rodrigo Palanca Page Televisión: |  |

| 8 de octubre de 2022 | Kutxabank Araski                                                                  | 69–76                                | Spar Girona                                                        | Vitoria |  |
| 20:30                | Parciales: 9–18, 22–18, 20–23, 18–17                                              | Parciales: 9–18, 22–18, 20–23, 18–17 | Parciales: 9–18, 22–18, 20–23, 18–17                               | |  |
|                      | Estadísticas Holopainen, Chagas 18 Alarcón, Atkinson 6 van den Adel 5 Atkinson 23 | Reporte Pts Reb Asts Val             | Estadísticas 16 Gardner 5 Bradford, Labuckienė 8 Flores 17 Gardner | Pabellón: Polideportivo Mendizorrotza Árbitros: Ángel de Lucas de Lucas, Pol Franquesa Vázquez, María Cortés Paya Televisión: |  |

### Final
| 9 de octubre de 2022 | Spar Girona                                                             | 70–65                                 | Valencia Basket                                       | Vitoria |  |
| 20:00                | Parciales: 22–13, 15–19, 16–21, 17–12                                   | Parciales: 22–13, 15–19, 16–21, 17–12 | Parciales: 22–13, 15–19, 16–21, 17–12                 | |  |
|                      | Estadísticas Murphy 15 Flores, Etxarri 5 Cornelius, Etxarri 2 Flores 15 | Reporte Pts Reb Asts Val              | Estadísticas 18 Carrera 8 Carrera 6 Ouviña 19 Carrera | Pabellón: Polideportivo Mendizorrotza Árbitros: Ángel de Lucas de Lucas, Jacobo Rial Barreiro, Sandra Sánchez González Televisión: |  |

#### Plantillas
| #            | Jugadora          |
| ------------ | ----------------- |
| 1            | Laura Cornelius   |
| 2            | Binta Drammeh     |
| 8            | María Araújo      |
| 10           | Laia Flores       |
| 11           | Eshaya Murphy     |
| 12           | Marianna Tolo     |
| 22           | Faustine Parra    |
| 24           | Irati Etxarri     |
| 35           | Rebekah Gardner   |
| 54           | Crystal Bradford  |
| 77           | Giedrė Labuckienė |
| Entrenador   |                   |
| Bernat Canut |                   |

| Campeonas de la Supercopa de España femenina de baloncesto 2022 |
| --------------------------------------------------------------- |
| Spar Girona 3er título                                          |

| Quinteto ideal       | Quinteto ideal    | Quinteto ideal  |
| Posición             | Jugadora          | Equipo          |
| -------------------- | ----------------- | --------------- |
| Base                 | Laia Flores       | Spar Girona     |
| Escolta              | Ángela Salvadores | Valencia Basket |
| Alero                | Rebekah Gardner   | Spar Girona     |
| Ala pívot            | Raquel Carrera    | Valencia Basket |
| Pívot                | Giedrė Labuckienė | Spar Girona     |
| MVP: Rebekah Gardner |                   |                 |

| #            | Jugadora            |
| ------------ | ------------------- |
| 1            | Eleanna Christinaki |
| 3            | Alba Torrens        |
| 5            | Cristina Ouviña     |
| 7            | Ángela Salvadores   |
| 9            | Queralt Casas       |
| 10           | Leticia Romero      |
| 12           | Laia Lamana         |
| 13           | Noa Morro           |
| 14           | Raquel Carrera      |
| 15           | Lauren Cox          |
| 21           | Marie Gülich        |
| 23           | Awa Fam             |
| Entrenador   |                     |
| Rubén Burgos |                     |